# Kolbeinagjógv
Kolbeinagjógv [ˈkɔlbainadʒɛgv] és una petita localitat situada a la costa sud-oest de l'illa de d'Eysturoy, a les illes Fèroe. Forma part del municipi de Sjóvar. L'1 de gener de 2021 tenia 19 habitants. Fins al 2011 el seu nom es va escriure de manera oficial Kolbanargjógv.
Kolbeinagjógv està situat a la riba oriental del Tangafjørður, la continuació vers el sud de l'estret de Sundini, a un parell de km cap a l'oest de Strendur, la capital del municipi.